# Kingwood, West Virginia
Kingwood är administrativ huvudort i Preston County i West Virginia i USA. Enligt 2010 års folkräkning hade Kingwood 2 939 invånare.